# Подолско пехотно-артилерийско кадрово училище
Подолското пехотно-артилерийско кадрово училище се намира в Подолск, Московска област, Съветски съюз. Училището е известно със своите ученици, които отиват на фронтовата линия, за да се бият срещу германското настъпление по време на битката за Москва през 1941 г.

## Заден план
С избухването на Втората световна война през 1939 г. Съветският съюз започва да разширява своята армия и изгражда Подолското артилерийско-пехотно училище. Когато избухва Великата отечествена война, в училището има повече от 3000 кадети.
В началото на октомври 1941 г. германската група армии „Център“ започва настъпление (операция „Тайфун“). Главните сили на съветския Западен фронт и Резервния фронт са обкръжени във Вязма огромна моторизирана колона напредва бързо в посока Юхнов. В посока Югозападно от Москва няма почти никакви войски, а на отбранителната линия на Можайск няма никакви войски.
На 5 октомври 1941 г. 2000 юнкери от Военната академия са организирани в отряди, а други 1500 юнкери са евакуирани. Кадетите отиват на бойните линии направо от учебните часове, след като е обявена тревога. На 6 октомври те заемат отбранителния сектор, блокирайки пътя на настъпващите германци. Предполага се, че бойците трябва да стоят на позиции 6 или 7 дни, след което на тяхно място ще пристигнат редовни военни части. Директорът, генерал-майор Смирнов, и заместник-директорът, полковник от артилерията, командват отряда на корпуса и отговарят за охраната на Илиинское в продължение на 5 до 7 дни, докато пристиат частите на местното НКВД, логистичните войски и 17-а танкова бригада всички участващи в предстоящата битка.
На 7 октомври политическият комисар на военната академия Михаил Максимович Познов (Постнов) е убит в битка.
На 13 октомври, след като отблъсква германската армия в продължение на много дни, нейни части се отклоняват в тила и се представят, че са от съветската армия и започват атака, но червената армия не се поддава на заблудата и ги отблъсна. В същото време 4-та германска танкова група унищожава обкръжените съветски войски във Вязма и предприема нова ожесточена атака срещу Москва.
На 16 октомври, когато германската армия превзема Илинское, кадетският отряд е напълно разгромен. На 17 октомври курсантите, които се държат на Кудиново, са обкръжени.
На 19 октомври оцелелият кадетски отряд получава заповед за отстъпление, премества се в Рюкяново и е включен в състава на 43-та армия.
На 20 октомври частта охранява река Нала и се задържа на фронтовата линия. На 25 октомври учениците се оттеглят от боевете пеша и подновяват училищното обучение.

## Статистика
Училището е поместено в сградата на Подолския индустриален колеж, основан в 30-те годинни на XX век, през декември 1940 г. Този колеж се ръководи от бившия царски офицер Василий Андреевич Смирнов. По-късно кадровото училище е преместено в сграда строена в периода 1931 – 1933 г. Тя е построена в стил конструктивизъм с размери 150 метра дължина и 90 ширина. В подолският гарнизон има около 3500 души, предимно изучавали по няколко седмици военното изкуство в ускорени курсове. В битката за Москва загиват повече от 2500 от тях. В хода на сраженията курсантите успяват да унищожат 100 танка и бронетранспорьора и повече от 5 000 фашистски войници и офицери.

## Следвоенни изследвания и възпоменание
Първите хора, които започват да изучават представянето на кадетите от Подолската военна академия, са ученици от средно училище № 4 в Климовск, Московска област. През 1965 г. е открит Подолският музей на кадетите на Военната академия. През 1966 г. студенти от Климовск и Подолската комунистическа младежка лига (подолска организация на ВЛКСМ) лагеруват много дни на мястото на битката. Установено е, че загиналите кадети от 4-ти батальон на Военната академия са били в Савинов (Савиново) и Васисов (Васисово), в Калужка област), където са масово погребани. По-късно в Обнинск е построен паметник на саможертвата на военните кадети.
През 1967 г. Подолска „Втора индустриална улица“ е преименувана на „Подолска кадетска улица“. На 7 май 1975 г. на кръстовището на улица „Киров“ и улица „Парк“ в Подолск е издигнат паметник на стажантите от Подолск. Церемонията по откриването на паметника се състои на 8 май и в същия ден е открит и мемориала с вечният огън в Илинское.
На 6 май 1985 г. е построен паметникът в Саранск. През октомври същата година в Кудинов (Кудиново) се състои празнуване на 40-годишнината от победата в битката на Варшавското шосе и на церемонията по откриването на паметника. През 1989 г. Втората магистрала към Москва е преименувана на „Подолски кадетски път“. Улици, мостове и градове, кръстени на курсанти от Подолск, се намират в Подолск, Малоярославец, Бухара, Саранск (Саранска) и Москва. Освен това общо 5 училища в Русия са кръстени на подолските герои.